# Via vaginal
Via vaginal é uma via de administração, utilizada pela medicina, consistindo na aplicação de fármacos, introduzidos na mucosa vaginal. A vagina é uma região altamente vascularizada, além de forte irrigação linfática. Não muito utilizada para fins terapêuticos sistêmicos é mais utilizada com fins tópicos. As preparações existentes para uso vaginal compreendem os óvulos, comprimidos, cápsulas de gelatina mole, aerossoles, irrigações e injeções. Dá-se especial importância aos óvulos pois estes são exclusivos desta via.
Evita a passagem pelo sistema porta hepático O pH da vagina esta situado entre 4 e 4,5, mantido pelo bacilo de Döderlein. Medicamentos administrados por esta via não devem interferir no pH ácido normal desta. O efeito proporcionado geralmente é apenal local.

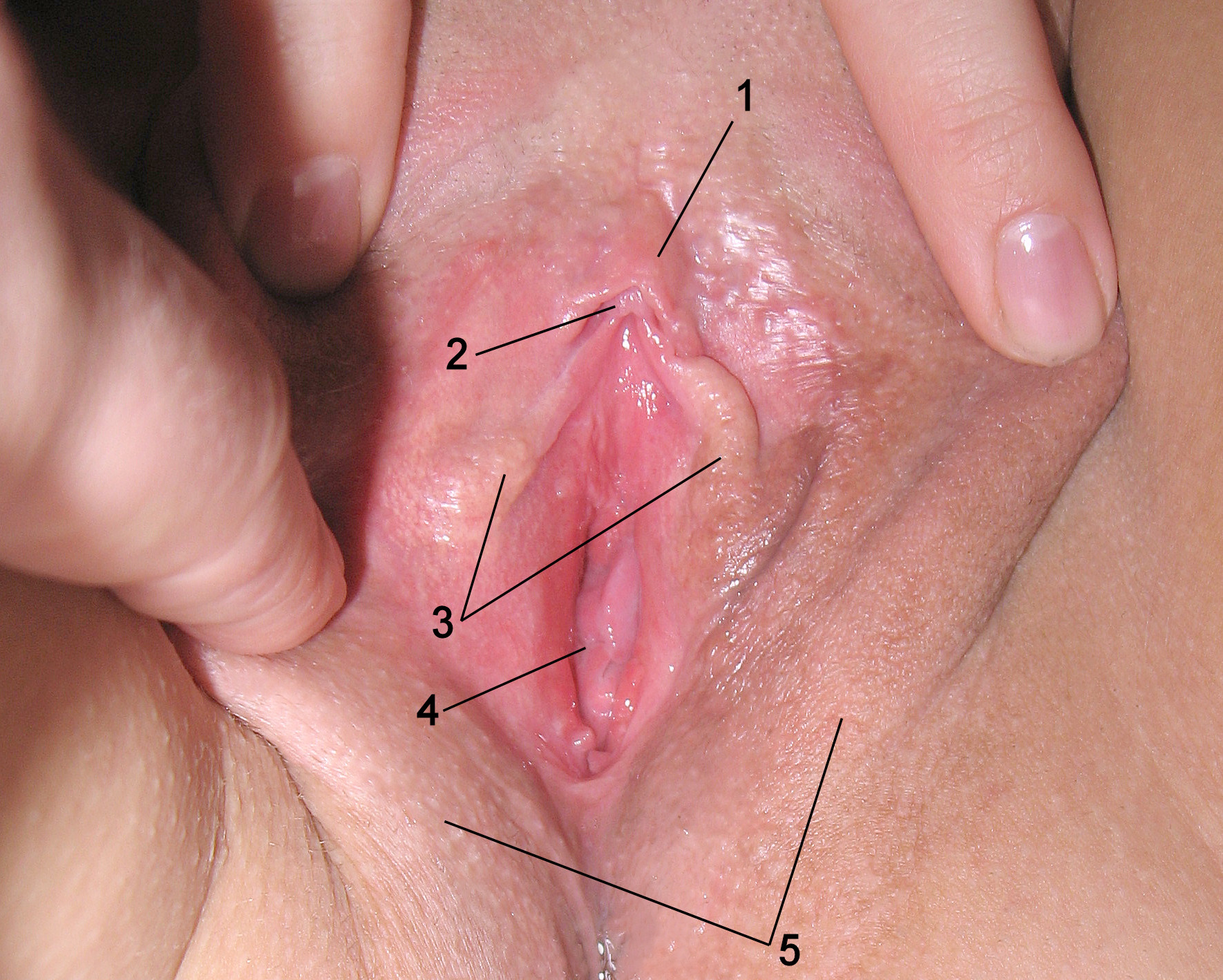
1 = Corpo do clítoris
2 = Clítoris
3 = Lábios menores
4 = Entrada vaginal
5 = Lábios maiores

## História e outros usos
Nos tempos da Idade Média, substâncias tais como beladona eram utilizadas pelas mulheres por esta via. Na modernidade, esta via pode ser utilizada ilicitamente no tráfico de drogas, transporte de aparelhos celulares nos presídios e como via de prazer através de substâncias vendidas geralmente nos sex shops, que aumentam a libido feminina.

## Óvulos
Óvulos, também conhecidos como supositórios vaginais, bolas vaginais, cones vaginais, péssarios ou pés si, existem na forma ovoide, são sólidos e geralmente moles via de regra. Eles podem ser assim inseridos na vagina.
São administrados diversos fármacos, tais como ópio e derivados da beladona como calmantes, sulfato de zinco como adstringente, penicilinas, alantoína como cicatrizante, roxo de genciana, alguns hormônios, etc